# 長崎光綱
長崎 光綱（ながさき みつつな）は、鎌倉時代中期から後期にかけての武士。北条氏得宗被官である御内人・内管領。『太平記』などで知られる長崎円喜の父。

## 概略
平禅門の乱で知られる平頼綱の近親者とされるが、系譜については、頼綱の弟（父は平盛綱または平盛時）とする説、長崎光盛の子で頼綱の甥または従兄弟とする説とあって確定していない。
『吾妻鏡』での初見は弘長元年（1261年）4月25日、執権・北条時頼の命で嫡男の時宗が将軍宗尊親王の御前で流鏑馬を披露した時に馬を用意した記録である。弘長3年11月22日（1263年12月24日）、北条時頼の臨終の際、最後の看病を許された得宗被官7人の中の一人となっている。
文永10年（1273年）、一族の総領である平頼綱の後任を受けて翌年まで幕府の侍所所司を務める。頼綱が有力御家人・安達泰盛を滅ぼした霜月騒動後の正応4年（1291年）、頼綱の子息平宗綱・飯沼資宗らと共に五方引付の上位として監督権を与えられ、得宗北条貞時の乳母父・内管領として専権を極める頼綱の代官的存在として活動している。
正応6年（1293年）に平禅門の乱で頼綱が貞時に誅された時は貞時方についたと思われ、頼綱誅殺後は、頼綱に代わって光綱が一門の総領となり、内管領に就任した。しかし、侍所所司は頼綱の長男・宗綱が任じられている。
永仁5年（1297年）8月6日に死去。